# Edvin Marton
 (décembre 2020).
Si vous disposez d'ouvrages ou d'articles de référence ou si vous connaissez des sites web de qualité traitant du thème abordé ici, merci de compléter l'article en donnant les références utiles à sa vérifiabilité et en les liant à la section « Notes et références ».
Edvin Marton (de son vrai nom Lajos Csűry) est un violoniste hongrois né le 17 février 1974.

## Biographie
Il joue sur un Stradivarius fabriqué en 1698. À l'âge de 7 ans, il jouait les concertos pour violon de Mozart.
Il combine le classique et les airs plus modernes.
Il publie plusieurs albums :
- 2003 : String'n'beats
- 2004 : Virtuoso (il y reprend l'Hymne à la joie de Beethoven)
- 2006 : Stradivarius (il y reprend Roméo et Juliette et Les Quatre Saisons de Vivaldi)
- 2010 : Hollywood

Il reçoit un Emmy Award pour la meilleure composition de l'année 2006.